# Trận Paris (1814)
Trận Paris(hay Trận công phá Paris) diễn ra vào ngày 30-31 tháng 3 năm 1814 giữa Liên minh thứ sáu, bao gồm Nga, Áo, Phổ và Đế quốc Pháp. Sau một ngày giao tranh ở ngoại ô Paris, quân Pháp đầu hàng vào ngày 31 tháng 3, kết thúc Chiến tranh của Liên minh thứ sáu và buộc Hoàng đế Napoléon phải thoái vị và phải sống lưu vong tại đảo Elba sau đó.

## Bối cảnh
Napoléon dần bị đẩy vào thế bị động sau cuộc xâm lược thất bại vào Nga vào năm 1812. Với việc quân đội Nga tiếp nối chiến thắng, Liên minh thứ sáu được thành lập với sự tham gia của Nga, Áo, Phổ, Bồ Đào Nha, Anh, Thụy Điển, Tây Ban Nha và các quốc gia khác thù địch với Đế quốc Pháp. Mặc dù người Pháp đã giành chiến thắng trong các trận chiến đầu tiên trong chiến dịch của họ ở Đức, quân đội Liên minh cuối cùng đã tham gia và đánh bại họ trong Trận Leipzig vào mùa thu năm 1813. Sau trận chiến, Liên bang Rhine của Đức thân Pháp sụp đổ, do đó nới lỏng sự kiểm soát của Napoléon đối với Đức ở phía đông sông Rhine. Lực lượng Liên minh ở Đức sau đó vượt sông Rhine và xâm lược Pháp.

## Khúc dạo đầu

### Chiến dịch Đông Bắc nước Pháp
Lực lượng Liên minh, với quân số hơn 400.000 quân và chia thành ba hướng, cuối cùng đã tiến vào vùng đông bắc nước Pháp vào tháng 1 năm 1814. Đối mặt với họ trên chiến trường là 70.000 quân Pháp, nhưng họ có lợi thế khi chiến đấu trên lãnh thổ đất nước mình, đường tiếp tế ngắn hơn và hệ thống liên lạc an toàn hơn.
Tận dụng lợi thế của mình, Napoléon đã đánh bại lực lượng Liên minh bị chia cắt một cách chi tiết, bắt đầu từ các trận chiến tại Brienne và La Rothière, nhưng không thể ngăn cản bước tiến của quân sau. Sau đó, ông phát động Chiến dịch Sáu ngày chống lại quân đội Liên minh dưới sự chỉ huy của Blücher, lực lượng đang đe dọa Paris từ phía đông bắc tại sông Aisne. Ông đã đánh bại và ngăn chặn quân Phổ thành công với lực lượng ít hơn của mình nhưng đã không thể giành lại thế chủ động chiến lược có lợi cho mình vì lực lượng của Blücher phần lớn vẫn còn nguyên vẹn.
Trong khi đó, chuyển lực lượng của mình từ Aisne sang khu vực này, Napoléon và quân đội của ông giao chiến với một đội quân Liên minh khác, dưới sự chỉ huy của Schwarzenberg, đội quân này cũng đang đe dọa Paris, lần này là từ phía đông nam, gần Aube, trong Trận Arcis-sur-Aube vào ngày 20 tháng 3. Ông đã thành công trong việc đánh bại đội quân này, nhưng điều đó là chưa đủ để ngăn chặn nó kịp thời, vì sau đó nó đã liên kết với quân đội của Blücher tại Meaux vào ngày 28 tháng 3. Sau đó, lực lượng Liên minh lại tiến về Paris.
Cho đến trận chiến này, đã gần 400 năm kể từ khi quân đội nước ngoài tiến vào Paris trong Chiến tranh Trăm năm của Pháp

### Pháp mệt mỏi vì chiến tranh
Kể từ sau cuộc viễn chinh thất bại ở Nga và chiến tranh bắt đầu, người dân Pháp ngày càng trở nên mệt mỏi vì chiến tranh. Nước Pháp đã kiệt sức vì chiến tranh trong 25 năm, và nhiều người lính của nước này đã chết trong các cuộc chiến mà Napoléon tham gia cho đến lúc đó, khiến việc tòng quân ở đó ngày càng không được ưa chuộng. Khi lực lượng Liên minh tiến vào đất nước Pháp, các nhà lãnh đạo đã ngạc nhiên và nhẹ nhõm khi thấy rằng trái ngược với mong đợi và lo sợ của họ, dân chúng chưa bao giờ tổ chức một cuộc nổi dậy quần chúng chống lại họ, ở quy mô của cuộc chiến tranh du kích quần chúng ở Tây Ban Nha hay cuộc kháng chiến yêu nước của Nga chống lại quân đội Pháp, Grande Armée vào năm 1812. Ngay cả cựu ngoại trưởng của Napoléon, Charles Maurice de Talleyrand, đã gửi một lá thư cho các quốc vương của Liên minh nói rằng người dân Paris đã trở nên thất vọng với Hoàng đế của họ và thậm chí sẽ chào đón quân đội Liên minh nếu họ tiến vào thành phố.

### Sự lẩn tránh của Sa hoàng
Các nhà lãnh đạo của Liên minh quyết định rằng Paris chứ không phải bản thân Napoléon bây giờ là mục tiêu chính. Về kế hoạch, một số tướng lĩnh đã đề xuất kế hoạch tương ứng của họ, nhưng một kế hoạch của tướng Toll của Nga, phù hợp chính xác với những gì Sa hoàng Alexander I đã nghĩ đến: tấn công trực diện Paris với quân đội chính của Liên minh trong khi Napoléon được chuyển hướng ra xa khỏi thành phố nhất có thể.
Sa hoàng định cưỡi ngựa ra gặp vua Phổ Friedrich William III và Schwarzenberg. Họ gặp nhau trên con đường dẫn thẳng tới Paris và Sa hoàng đã bày tỏ ý định của mình. Ông mang một tấm bản đồ và trải nó xuống đất cho tất cả mọi người xem khi họ nói về kế hoạch. Kế hoạch là toàn bộ quân đội chính của Liên minh ngừng truy đuổi Napoléon và quân đội của ông ta và thay vào đó tiến thẳng đến Paris. Ngoại lệ là đội kỵ binh gồm 10.000 người của Wintzingerode và 8 khẩu pháo sẽ đi theo và đánh lừa Napoléon rằng quân đội Liên minh vẫn đang truy đuổi ông ta về phía nam. Vua Phổ và Schwarzenberg đồng ý. Quân đội chính của Liên minh bắt đầu hành quân tới Paris vào ngày 28 tháng 3, và cùng ngày, đơn vị của Wintzingerode thực hiện nhiệm vụ của mình.
Chiến dịch đánh lừa này đã có hiệu quả. Trong khi quân đội chính của Liên minh tấn công Paris, đơn vị của Wintzingerode đã truy đuổi ráo riết Napoléon và đội quân vừa mới nhập ngũ của ông ta về phía đông nam, cho đến khi lực lượng của Napoléon tập hợp lại và phản công. Tuy nhiên, vào thời điểm Napoléon nhìn thấy được âm mưu này, ông đã đi quá xa về phía đông nam Paris, nơi hiện đang phải đối mặt với lực lượng Liên quân, và Napoléon sẽ không bao giờ đến được Paris kịp thời. Hoàn toàn mất vị trí, ông không thể tham gia vào trận chiến sắp tới và sự sụp đổ của Paris.

## Lực lượng
Quân đội Áo, Phổ và Nga được hợp nhất và đặt dưới sự chỉ huy của Thống chế Bá tước Barclay de Tolly, người cũng sẽ chịu trách nhiệm chiếm thành phố, nhưng động lực thúc đẩy quân đội là Sa hoàng Nga cùng với Vua Phổ di chuyển cùng với quân đội. Quân đội Liên minh có tổng cộng khoảng 150.000 quân, hầu hết là những cựu chiến binh dày dạn kinh nghiệm trong các chiến dịch trước đây. Napoléon đã để anh trai mình là Joseph Bonaparte bảo vệ Paris với khoảng 23.000 quân chính quy dưới sự chỉ huy của Thống chế Auguste de Marmont, mặc dù nhiều người trong số họ là lính nghĩa vụ trẻ, cùng với thêm 6.000 Vệ binh Quốc gia và một lực lượng nhỏ Cận vệ Đế chế dưới sự chỉ huy của các Thống chế Adrien Jeannot de Moncey và Édouard Mortier. Hỗ trợ quân Pháp là các chiến hào chưa hoàn thiện và các tuyến phòng thủ khác trong và xung quanh thành phố.

## Diễn biến trận đánh
Quân đội Liên minh đến bên ngoài Paris vào cuối tháng Ba. Đến gần thành phố, những người lính Nga phá vỡ hàng ngũ và chạy về phía trước để có cái nhìn đầu tiên về thành phố. Cắm trại bên ngoài thành phố vào ngày 29 tháng 3, lực lượng Liên minh sẽ tấn công thành phố từ phía bắc và phía đông vào sáng hôm sau ngày 30 tháng 3. Trận chiến bắt đầu vào sáng hôm đó với trận pháo kích dữ dội của quân đội Liên minh. Vào sáng sớm, cuộc tấn công của Liên minh bắt đầu khi quân Nga tấn công và đánh lui quân giao tranh của Pháp gần Belleville trước khi bị kỵ binh Pháp đánh lui từ vùng ngoại ô phía đông thành phố. Đến 7 giờ sáng, quân Nga tấn công Đội cận vệ gần Romainville ở trung tâm phòng tuyến của quân Pháp và sau một thời gian giao tranh ác liệt đã đẩy lùi được họ. Vài giờ sau, quân Phổ, dưới sự chỉ huy của Blücher, tấn công về phía bắc thành phố và tiến công vị trí của quân Pháp xung quanh Aubervilliers, nhưng họ đã không nổ súng.
Quân Württemberg chiếm giữ các vị trí ở Saint-Maur ở phía đông nam, với sự hỗ trợ của quân Áo. Quân Nga cố gắng tấn công nhưng bị chiến hào và pháo binh đuổi kịp trước khi rút lui trước cuộc phản công của lực lượng Cận vệ Đế chế. Lực lượng này tiếp tục cầm chân quân Nga ở trung tâm cho đến khi quân Phổ xuất hiện ở phía sau của họ.
Lực lượng Vệ binh Hoàng gia Nga và Lực lượng Vệ binh Phổ dưới sự chỉ huy của Alexey Yermolov sau đó đã tấn công Cao nguyên Montmartre ở phía đông bắc thành phố, nơi đặt trụ sở chính của Joseph khi bắt đầu trận chiến, được bảo vệ bởi Chuẩn tướng Baron Christiani. Cao nguyên này đã trở thành mục tiêu chấp gay gắt giữa hai phe. Phổ bị tổn thất nặng nề nhưng đỉnh này cuối cùng vẫn nằm trong tay Đồng minh, ở đó Yermolov đặt một khẩu đội pháo. Joseph chạy trốn khỏi Paris. Marmont đã liên hệ với Liên minh và đạt được thỏa thuận bí mật với họ. Ngay sau đó, ông hành quân đến vị trí mà họ nhanh chóng bị quân Liên minh bao vây rồi đầu hàng như đã thỏa thuận.

## Sau trận đánh
Alexander cử một sứ giả đến gặp người Pháp để đẩy nhanh việc đầu hàng. Ông đưa ra những điều khoản hào phóng cho người Pháp và mặc dù sẵn sàng trả thù cho sự tàn phá Moscow hơn một năm trước đó, ông tuyên bố sẽ mang lại hòa bình cho Pháp hơn là phá hủy nước này. Vào ngày 31 tháng 3, Talleyrand trao chìa khóa thành phố cho Sa hoàng. Cuối ngày hôm đó, quân đội Liên minh đắc thắng tiến vào thành phố với Sa hoàng đứng đầu quân đội, theo sau là Vua Phổ và Hoàng tử Schwarzenberg. Vào ngày 2 tháng 4, Thượng viện đã thông qua Acte de déchéance de l'Empereur ("Đạo luật về sự sụp đổ của Hoàng đế"), tuyên bố phế truất Napoléon.
Napoléon đã tiến tới Fontainebleau khi nghe tin Paris đầu hàng. Bị tổn thương vì điều này, ông muốn hành quân về thủ đô nhưng các thống chế của ông không chiến đấu vì ông và liên tục thúc giục Napoléon đầu hàng. Ông thoái vị để nhường ngôi cho con trai vào ngày 4 tháng 4. Liên minh đã bác bỏ điều này và buộc Napoléon phải thoái vị vô điều kiện vào ngày 6 tháng 4.
Các điều khoản thoái vị của ông, bao gồm cả việc ông bị lưu đày đến Đảo Elba, đã được giải quyết trong Hiệp ước Fontainebleau vào ngày 11 tháng 4 năm 1814. Napoléon miễn cưỡng phê chuẩn nó hai ngày sau đó.
Chiến tranh Liên minh thứ sáu đã kết thúc nhưng Trăm ngày bắt đầu vào ngày 20 tháng 3 năm 1815 tại Paris sau khi Napoléon trở lại.